# 3609 Liloketai
3609 Liloketai је астероид главног астероидног појаса са средњом удаљеношћу од Сунца која износи 3,124 астрономских јединица (АЈ).
Апсолутна магнитуда астероида је 11,9.